# Бад-Кёниг
Бад-Кёниг (нем. Bad König) — город в Германии, курорт, расположен в земле Гессен. Подчинён административному округу Дармштадт. Входит в состав района Оденвальд. Население составляет 9340 человек (на 31 декабря 2010 года). Занимает площадь 46,73 км². Официальный код — 06 4 37 001.

## Города-побратимы
- Аржанта (Франция, с 1982 года)

## Персоналии
- Франц Тауринус (1794—1874), немецкий математик — родился в Бад-Кёниге